# Flórián Albert
Flórián Albert Sr. (n. 15 septembrie 1941, Hercegszántó, Districtul Baja, Bács-Kiskun, Ungaria – d. 31 octombrie 2011, Budapesta, Ungaria) a fost un jucător de fotbal ungur, care a primit Balonul de Aur în 1967. Era descris ca fiind unul dintre cei mai eleganți fotbaliști din istorie. Era tehnic, avea un bun control a mingii, era un bun pasator, dribleor și avea abilități de marcator.

## Începutul
Fiul unui fierar, Albert a crescut într-un oraș Hercegszántó de la granița cu fosta Iugoslavie, unde a luat prima oară contact cu fotbalul jucând cu cei doi frați ai săi. Mama sa era de origine croată care făcea parte din grupul Šokci. A murit când el avea 2 ani. Mai târziu familia sa s-a mutat la Budapesta, el alăturându-se celui mai popular club din țară Ferencvárosi TC, la vârsta de 11 ani.

## Cariera de fotbalist

### Titluri
Cu echipa
- Cupa Orașelor Târgurii: 1965
- Nemzeti Bajnokság I: 1963, 1964, 1967, 1968
- Cupa Ungariei: 1972

Individual
- Balonul de Aur: 1967
- Golgheter: CM 1962 (4 goluri)
- Golgheter al Cupei Orașelor Târguri (7 goluri)
- Golgheter al Ungariei: 1960 (27 goluri), 1961 (21 goluri), 1965 (27 goluri)

## După retragere
În 2007, stadionul echipei Ferencváros a fost redenumit în Stadionul Albert Flórián. În același an a primit titlul de cetățean de onoare al comunei în care s-a născut, Hercegszántó.
Fiul său Flórián Albert Jr. a jucat de asemenea la Ferencváros și la selecționata Ungariei.